# Istvan Meister
Istvan Meister, né en 1913 à Szeged et mort à une date inconnue, est un footballeur hongrois.

## Biographie
Istvan Meister commence sa carrière au Szegedi EAC (en). Il rejoint l'Olympique de Marseille en 1935 ; il y joue 21 matchs et remporte le titre de champion de France en 1937. Il évolue ensuite au Nîmes Olympique de 1937 à 1939. Il retourne ensuite en Hongrie, jouant pour le Nemzeti SC de 1939 à 1940, à l'Ujpest FC en 1940, au Szegedi EAC (en) de 1940 à 1942 et enfin au Debreceni VSC de 1943 à 1944.

## Palmarès
Olympique de Marseille
- Championnat de France (1) :
  - Champion : 1936-37.